# Maragogype (café)

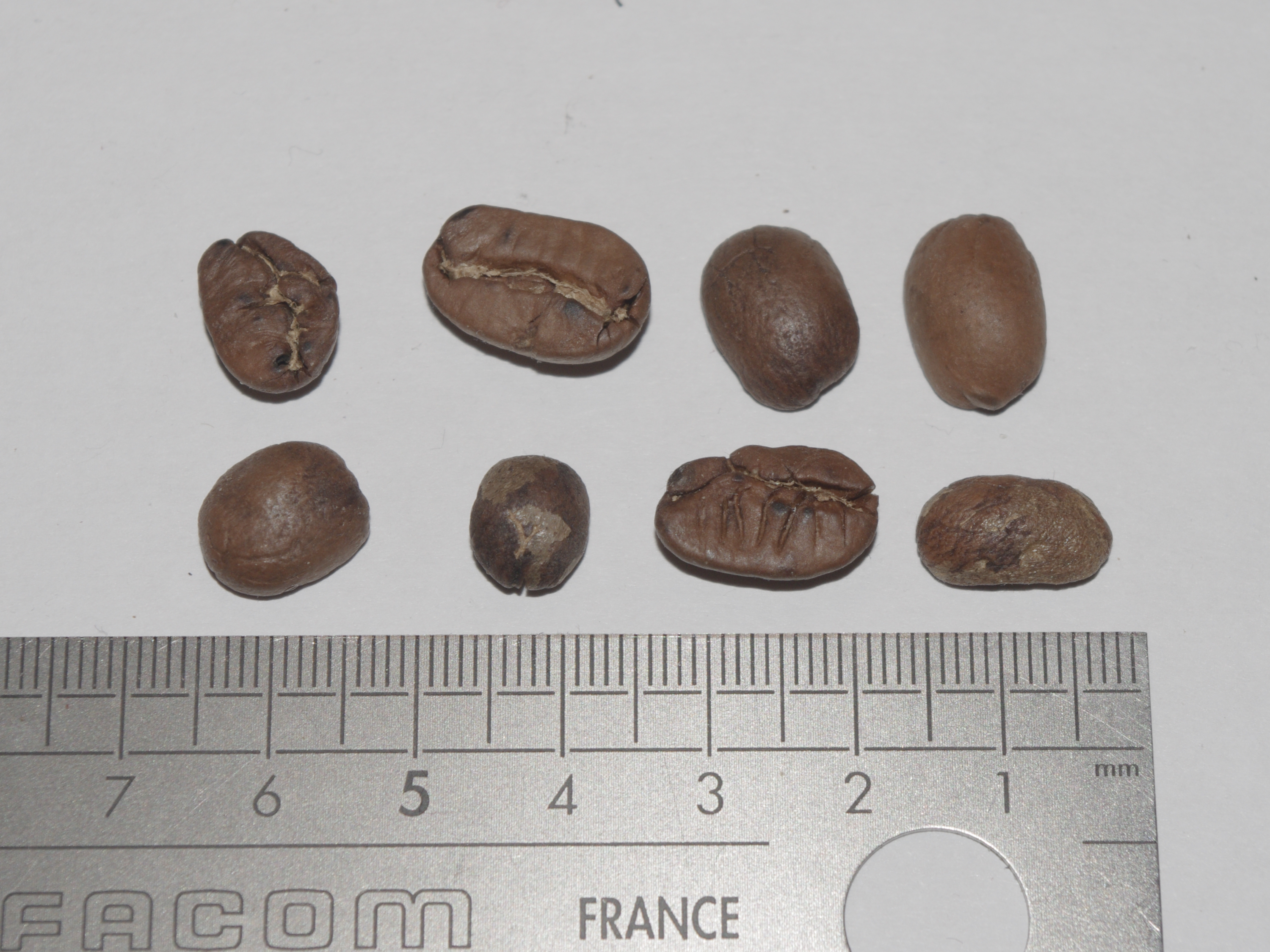
Grains de café Maragogype

Le café Maragogype est une variété de café Arabica produit principalement par le Mexique et, en Amérique centrale, le Guatemala et le Nicaragua. Il doit son nom à la ville brésilienne de Maragogipe dans l'État de Bahia où il a été découvert en 1870. Il est le fruit d'une mutation naturelle de la variété Typica. Connus dans les pays anglophones sous le nom de « Elephant Coffee Beans » (Grains de café éléphant), ses grains ont la particularité d'être deux à trois fois plus gros que ceux des autres variétés de café. Le Maragogype est un café réputé pour sa légèreté et la douceur de ses arômes qui varient selon le sol où il pousse.  